# Elektronické piano

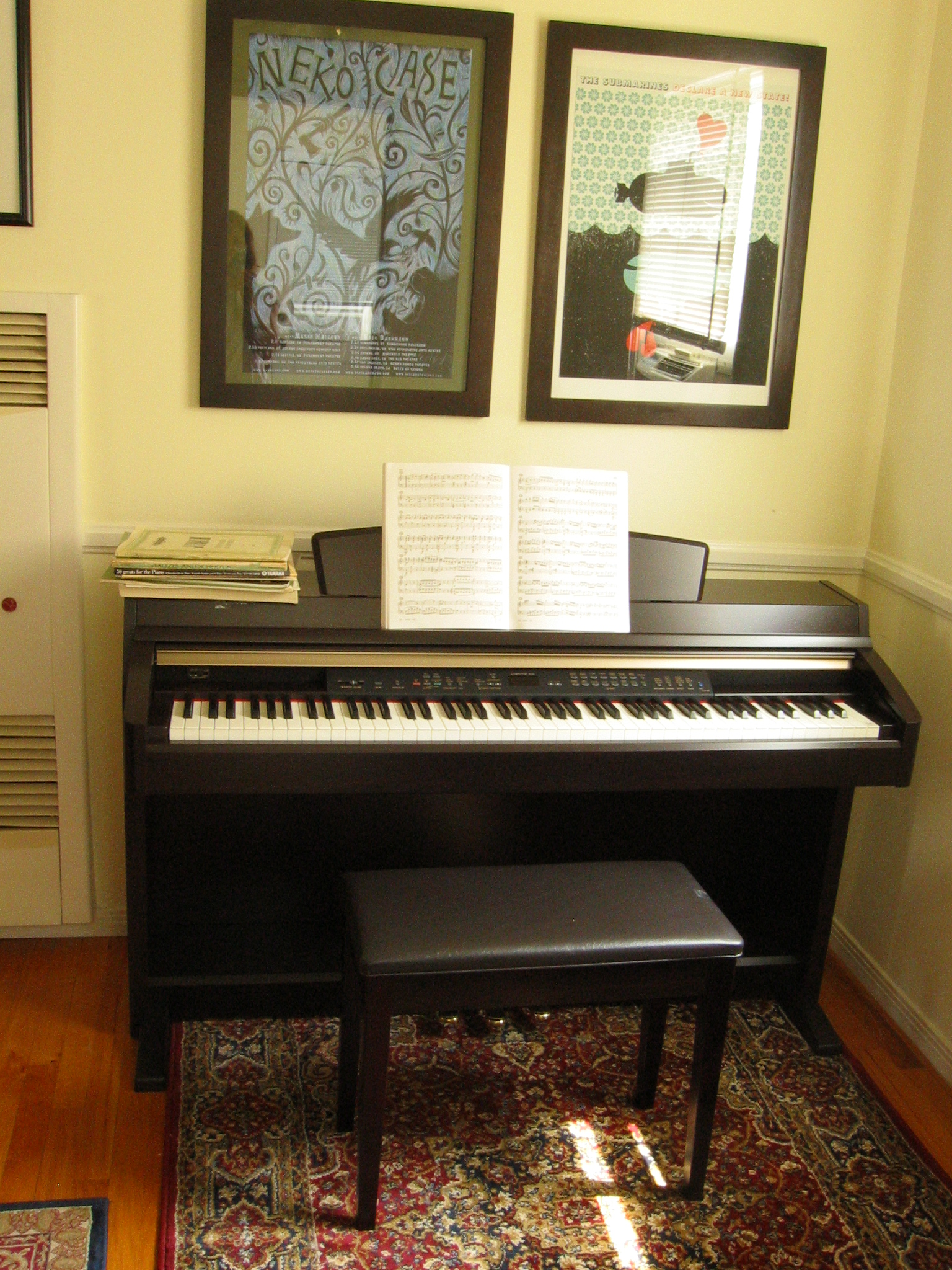
Digitální piano Yamaha Clavinova

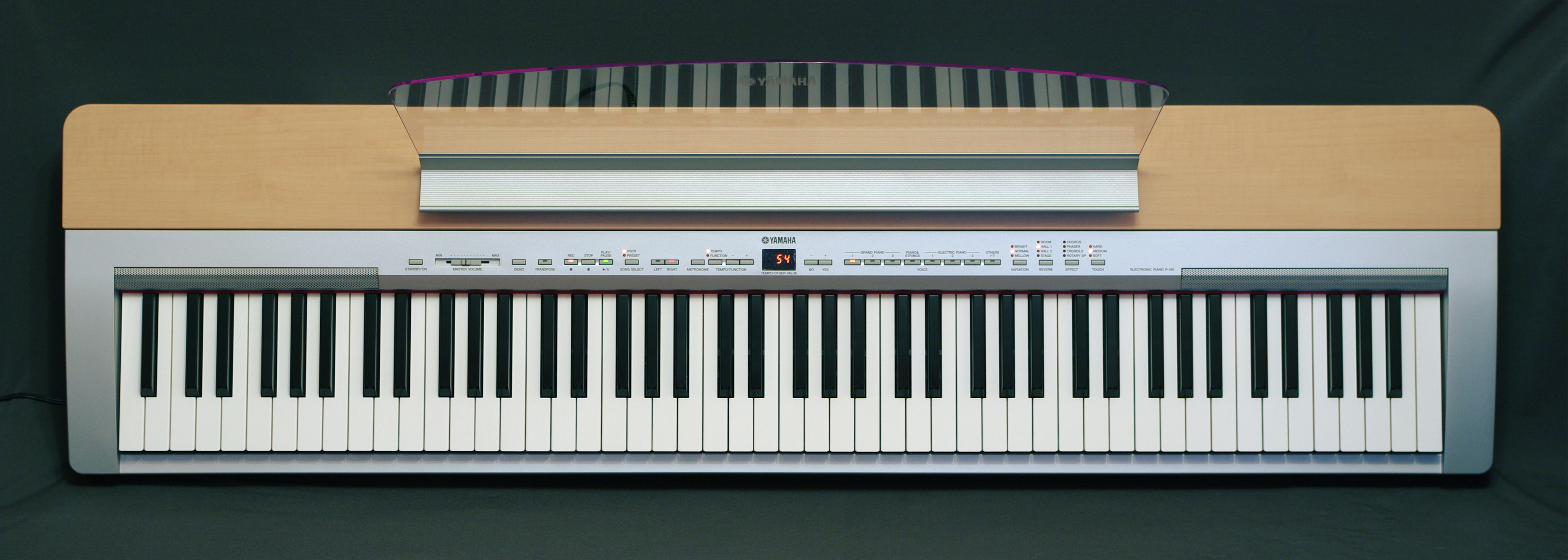
Stage piano Yamaha P-140S

Elektronické piáno je elektronický klávesový nástroj napodobující zvuk klavíru. Od klasického klavíru se odlišuje tím, že zvuk je tvořen elektronicky a nikoliv kmitáním strun. Použité elektronické obvody jsou u moderních nástrojů digitální (digitální piana), starší elektronická piana generovala zvuk pomocí analogových obvodů. Tvarem elektronická piana nejčastěji vycházejí z pianina, modely určené pro pódiové použití (stage piano) bývají kompaktnější.
Odlišným typem nástrojů jsou elektrická piana – elektrofonické/elektromechanické nástroje, u kterých jsou zdrojem zvuku nejčastěji kovové tyčky, jazýčky nebo struny, jejichž kmity se snímají a dále zpracovávají.
Jako elektronické piano bývají také někdy nesprávně označovány keyboardy, elektronické klávesy – elektronické klávesové nástroje s množstvím zvukových barev, automatickými doprovody, generátory rytmů a dalšími funkcemi.